# Кундль
Кундль (нім. Kundl) — ярмаркове містечко й громада округу Куфштайн у землі Тіроль, Австрія.
Кундль лежить на висоті 526 м над рівнем моря і займає площу 21,94 км². Громада налічує 3967 мешканців.
Густота населення 181/км².
Кундль розташований у нижній частині долини Інн. У містечку є залізнична станція, що належить до залізничної системи сусіднього міста Вергль.
|                                 |
| Кундль на мапі округу та землі. |

 Адреса управління громади: Dorfstraße 11, 6250 Kundl.